# Domingo Matheu
Domingo Bartolomé Francisco Matheu, en catalán Domènec Matheu i Xicola (Mataró, Cataluña, España; 4 de agosto de 1765 - Buenos Aires, Argentina; 28 de marzo de 1831) fue un comerciante, piloto naval y político argentino nacido en Cataluña (España).

## Biografía
Nacido en Mataró, estudió en Barcelona, donde se graduó de piloto naval. Junto con su hermano Miguel obtuvo un permiso de la Corona española para comerciar con las colonias. Luego de varios viajes al Río de la Plata se radicó en Buenos Aires en 1793. Su tienda llegó a ser una de las más importantes de la ciudad.
Luchó contra los ingleses durante las Invasiones inglesas, alistándose como oficial en la compañía de Miñones y participó tanto de la Reconquista de Buenos Aires como de su posterior defensa.
Logró una posición influyente en el Cabildo de Buenos Aires, donde respaldó desde el principio los movimientos revolucionarios de Mayo, asistiendo al Cabildo Abierto del 22 de mayo. Su vida dio un giro muy intenso: de la privacidad de los negocios pasó al ardor de las discusiones políticas y se integró al bando patriota tras iniciarse masón en la Logia Independencia.
Fue nombrado vocal de la Primera Junta de Gobierno, y luego presidente de la Junta Grande, cuando Cornelio Saavedra viajó al norte. Gracias a los ingresos que obtenía del comercio pudo apoyar al primer gobierno patrio y a las expediciones militares al Alto Perú y Paraguay, al igual que Juan Larrea. Fue director de la fábrica de armas y fusiles. En 1813 tuvo a cargo la confección de uniformes militares. En 1817 se retiró de la vida política, dedicándose a la actividad comercial hasta su muerte en 1831.
Sus restos descansan en el Cementerio de la Recoleta de la Ciudad de Buenos Aires.